# Kanton Plaisance-du-Touch
 Plaisance-du-Touch  is een kanton van het Franse departement Haute-Garonne. Het kanton maakt deel uit van de arrondissementen  Muret (9) en Toulouse (1).
In 2020 telde het 50.591 inwoners.

Het kanton werd gevormd ingevolge het decreet van 13 februari 2014 , met uitwerking op 22 maart 2015, met Plaisance-du-Touch  als hoofdplaats.

## Gemeenten
Het kanton omvat volgende gemeenten:
- Bonrepos-sur-Aussonnelle
- Bragayrac
- Empeaux
- Fonsorbes
- Fontenilles
- Plaisance-du-Touch
- Sabonnères
- Saiguède
- Saint-Lys
- Saint-Thomas